# 10.5
10.5 (br: 10.5 - O Dia em que a Terra não Aguentou) é uma minissérie televisiva produzida em 2004 nos Estados Unidos sobre um terremoto. Foi dirigida por John Lafia. Sua sequência é a minissérie em dois capítulos, 10.5: Apocalypse.

## Elenco
- Kim Delaney: Dr. Samantha "Sam" Hill
- Beau Bridges: Presidente Paul Hollister
- John Schneider: Clark Williams
- Dulé Hill: Owen Hunter
- Fred Ward: Roy Nolan
- David Cubitt: Dr. Jordan Fisher
- Kaley Cuoco: Amanda Williams
- Iris Graham: Zoe Cameron

## Marcos destruídos na história
- Space Needle (Seattle)
- Golden Gate Bridge (São Francisco)
- Hollywood Sign (Los Angeles, California)
- Library Tower (Los Angeles, California)
- Toda a cidade de Los Angeles